# Menongue
Menongue este un oraș în Angola. Este reședința provinciei Cuando Cubango.